# بارجس
بارجس (بالفرنسية: Jean-Joseph-Léandre Bargès)‏ Abbé Jean Joseph Léandre Bargès (1810 - 1896 م) هو مستشرق فرنسي متخصص في الدراسات العبرية.
من آثاره ترجمة كتاب «تاريخ بني زيان» تأليف الإمام سيدي أبو عبد الله محمد بن عبد الجليل التَنَسي، إلى الفرنسية.